# Martín Ramírez
Martín Alonso Ramírez Ramírez (* 8. November 1960 in Bogotá) ist ein ehemaliger kolumbianischer Radrennfahrer.

## Sportliche Laufbahn
Ramírez war Straßenradsportler. 1980 siegte er in der Vuelta de la Juventud de Colombia. 1984 wurde er Berufsfahrer im Radsportteam Système U und blieb bis 1990 als Radprofi aktiv. Das Critérium du Dauphiné gewann er in seiner ersten Profisaison vor Bernard Hinault. Er war damit der erste Sieger aus Südamerika in diesem Etappenrennen. 1985 siegte er in der Tour de l’Avenir mit einem Tageserfolg vor Éric Salomon. Ramírez holte Etappensiege in der Vuelta a Colombia 1982, im Coors Classic 1982 sowie im Clásico RCN 1983, 1984 und 1990.
1982 wurde er in der Vuelta a Guatemala Zweiter hinter Rafael Tolosa. 1983 kam er in der Vuelta al Táchira hinter Mario Medina mit einem Tageserfolg auf den zweiten Platz. Ramírez bestritt alle Grand Tours.
| Grand Tour            | 1984 | 1985 | 1986 | 1987 | 1988 | 1989 | 1990 |
| --------------------- | ---- | ---- | ---- | ---- | ---- | ---- | ---- |
| Vuelta a EspañaVuelta | –    | 23   | –    | 18   | 16   | 12   | 45   |
| Giro d’ItaliaGiro     | –    | –    | DNF  | –    | –    | –    | –    |
| Tour de FranceTour    | DNF  | –    | 42   | 13   | –    | DNF  | DNF  |